# Quomodo vales
 Quomodo vales? лат. (изговор: квомодо валес). Како си? Како здравље?

## Тумачење
Како си, како здравље, упитна реченица која се односи на здравље, најважније у животу сваког појединца. Ова важност је и одредила да су се овим ријечима и поздрављали у старом Риму. Ово је фамилијарни поздрав.

## У српском језику
Уз добро јутро, добар дан и добро вече, пита се и како је, како здравље или шта има?